# Алексије Карпаторуски
Алексије Карпаторуски (рођ. Александар Иванович Кабаљук; 12. септембар 1877, село Јасиња, Аустроугарска - 2. децембар 1947, село Иза, Хустски округ, Закарпатска област, СССР) - карпато-руски православни духовник, мисионар и светитељ. Локално поштовани светитељ Украјинске православне цркве (Московске патријаршије), поштован као Свети Алексије, Карпатско-руски исповедник.

## Биографија

### Порекло, младост
Александар Кабаљук је рођен 12. септембра 1877. године у селу Јасиња код Рахива у породици дрвосече. Родитељи дечака, Иван Кабаљук и Ана Кулчитскаја, били су побожни унијати и назвали су сина у част светог кнеза Александра Невског. Завршио је парохијску школу и као искушеник ступио у гркокатолички манастир Киш-Барања. Али од детињства га је душа привлачила православљу, читао је много литературе и тежио сазнању о вери. Након служења у војсци, Александар је одлучио да свој живот повеже са Црквом. Отишао је код визионарског старешине манастира Бескиди, који му је рекао да треба да одустане од мисли о браку и да се посвети служењу Богу. У својој домовини, Александар Кабаљук, који је постао богат посеник након смрти свог оца, упознао је човека који му је причао о православној вери, о светињама православља у Русији и поклонио му књигу Дмитрија Ростовског „Духовна азбука“. . Године 1905. Кабаљук је отишао у Русију, тамо се није дуго задржао, али се заљубио у православље и по повратку почео да проповеда међу Русинима. Годину дана касније, поново је посетио Русију, Кијев, а затим ходочастио у Почајев и Палестину.

### Прелазак у православље, примање монаштва
1907. године, на тајном састанку православног покрета у селу Илнитси, одлучено је да се Александар Кабаљук пошаље на Атос да одатле донесе православне светиње. Године 1908. стигао је до руског Светопантелејмонског манастира на Светој Гори, где је, како се испоставило, живео монах Вјачеслав, Русин из села Березова, који је Александра упознао са игуманом манастира архимандритом Мисаилом (Сопегином) . После разговора са Александром Кабаљуком, који је говорио о положају верника у Карпатској Русији, архимандрит Мисаил је сазвао Сабор старешина манастира, на коме је одлучено да се он припоји Православној цркви. Године 1909. одржан је још један тајни конгрес православних Русина у Хусту. Ситуација у региону се захуктавала – већ је било покушаја сељака да пређу у православље у неколико села, али су становници Иза и Великог Лучека успели да пређу кроз најтежа искушења. Упркос притиску власти на Русине наклоњене православљу, суђењима и терору, број православних хришћана се повећавао. На предлог унијатског русофилског свештеника Бачинског, који је служио у Јасињи, одлучено је да се Александар Кабаљук пошаље у Русију да прими свештенички чин. Ово је постало могуће након што је марљивошћу активног карпато-руског лика, унука Адолфа Добријанског, Алексеја Геровског, од епископа Холмског Евлогија, добијена дозвола да се Карпаторуси школују у двогодишњој богословској школи при Јаблочинском манастиру Светог Онуфријуа. Александар Кабалук, заједно са још неколико младића, послат је у Русију уз помоћ стрица Геровског, А. С. Будиловича.
У Јаблочинском манастиру Александар је замонашен са именом Алексије у част Алексија, човека Божијег, и замонашен у свештеника. Затим је отишао на Атос да прибави светогорска документа која су му дала прилику да се врати у Аустроугарску. Пошто је неко време провео на Светој Гори, отишао је код цариградског патријарха у Цариград. Патријарх је саслушао причу о стању ствари у Карпатској Русији, дао је потврду за рукоположење о. Алексија архимандрита Мисаила, и издао писмо на грчком језику са благословом за службу.

### Мисионарска делатност, прогон
Вративши се у отаџбину за Велики пост 1911. године као помоћник мишколског протојереја, отац Алексије је у Јасину подигао малу цркву коју је опремио склопивим иконостасом и другим црквеним прибором преузетим из Русије, а поред литургијских делатности, радио је као прост млинар, не желећи да оптерећује парохијане. Његов долазак изазвао је забринутост мађарских жандарма, којима је предао патријархово писмо. Ово писмо су послали у Будимпешту, одакле је добијена дозвола да отац Алексије служи у Јасину без напуштања села. Али отац Алексије је видео огроман број православних Русина којима је потребан свештеник и стално је покушавао да путује у разна села у Закарпатју. Много пута су га хапсили жандарми, али није одустајао од подвижништва и путовао је по многим селима, у којима су многи први пут видели православног свештеника. Обављао је верске службе и често је служио свакодневно неколико недеља заредом. За то време, у области Мармарош, према писању мађарских новина, прешао је у православље око 14 хиљада људи. Слава о православном свештенику пронела се широм Карпатске Русије, за шта су власти биле веома забринуте. Праћење оца Алексија се појачало и убрзо он практично није могао да настави своје активности. Био је принуђен да оде у Русију, а потом у Америку, где се заједно са свештеником Александром Хотовицким старао о заједници америчких Карпато-Руса. Али 1913. године, када је сазнао за процес против православних русинских сељака оптужених за велеиздају (у коме је главни оптужени био сам отац Алексије), одлучио је да се врати у отаџбину, у свој народ, а сам се предао суду. Ревијално суђење, засновано на провокативним активностима и фалсификатима, трајало је два месеца. Као резултат тога, отац Алексије је осуђен на четири године и шест месеци затвора и новчану казну од 100 круна. Процес је изазвао одјек у целом словенском свету, посебно у Русији. Цар Николај II је на крају поклонио Алексија Кабаљука златним олтарским крстом.

### Развој православне цркве у Карпатској Русији
По изласку из затвора, отац Алексије је наставио своју делатност у служењу Богу и народу Карпатске Русије. Остао је до краја живота у манастиру Светог Николе који је основао у селу Иза. Алексије Кабалук је 1921. године отворио Сабор Карпато-руске православне цркве, који је аутономно постојао у саставу СПЦ, коме је присуствовало око четири стотине делегата. На конгресу је усвојена повеља и званични назив је био „Карпатско-руска православна источна црква“. Исте године Алексије Кабалук је изабран за игумана манастира у Изи, а 1923. године за архимандрита. Тада је епископ Доситеј именовао оца Алексија за председника Духовне конзисторије и настојатеља Хустске парохије. За време „Саватијанске шизме“, усмерене на одвајање Карпато-Руске Цркве од Српске Цркве и њено преименовање у „Чехословачку цркву“, отац Алексеј је остао веран Српској цркви и митрополиту Доситеју.
Он је 1944. године иницирао организовање православног конгреса у Мукачеву, коме су присуствовали многи познати карпатски руски свештеници, научници и јавне личности. Они су саставили апел упућен Стаљину, у којем су тражили да се Карпатска Русија укључи у састав Совјетског Савеза као независна Карпатско-Руска Република. Поред тога, 23 свештеника који су учествовали на конгресу потписали су апел Светом синоду Руске православне цркве са захтевом да се Мукачевско-прјашевска епархија препусти Московској патријаршији. Такође је одлучено да се у Москву пошаље делегација Русина на челу са карпатско-руским научником и јавном личношћу Георгијем Геровским. У СССР-у је делегацију срдачно дочекао патријарх Алексије, на састанку са којим су још једном изјавили да су „одлучно против присаједињења наше територије Украјинској ССР. Ми не желимо да будемо Чеси или Украјинци, ми желимо да будемо Руси (Русини) и желимо да видимо нашу земљу аутономну, али у границама Совјетске Русије. Међутим, све је већ било унапред одређено, и нико у совјетској влади није хтео озбиљно да разматра жеље Русина, а Подкарпатска Русија је припојена Украјинској ССР. Алекси Кабаљук је веома тешко поднео ове догађаје. После интервенције совјетске власти у црквене послове Карпатске Русије, православље се поново нашло под претњом. Почело је затварање и уништавање цркава, угњетавање верника, тотална украјинизација.

### Смрт, величање
Архимандрит Алексије се упокојио 2. децембра (19. новембра по старом календару) 1947. године, прихвативши схиму. Сахрањен је на братском гробљу Никољског манастира у Изи.
1999. године откривене су нетрулежне мошти схимоархимандрита Алексија.